# 朝阳乡 (慈利县)
朝阳乡，是中华人民共和国湖南省张家界市慈利县下辖的一个乡镇级行政单位。

## 行政区划
朝阳乡下辖以下地区：
岩坪村、三溶村、洪源村、朝阳村、四坪村、双垭村、锣鼓村、庙岗村、万福村、沙泊街村、合堰村和金龙村。